# Psilochorema donaldsoni
Psilochorema donaldsoni là một loài Trichoptera trong họ Hydrobiosidae. Chúng phân bố ở miền Australasia.